# خراب الدوحة الثالث
خراب الدوحة الثالث معركة وقعت في عام 1888م؛ حيث أطبقت فيها قوات أبوظبي على قطر، وأسفرت عن خراب كل من الدوحة و الوكرة

## هجرة القبيسات
كانت بداية الأحداث نزوح بعض أفراد قبيلة القبيسات مع أميرهم إلى منطقة العديد غرب إمارة أبوظبي، ثم رحيلهم إلى قطر، بسبب فرض الحكومة البريطانية الضرائب على أهالي أبوظبي، بحجة التعويض عن الخسائر التي خسرتها بريطانيا بسبب القرصنة. وقد تدخل المقيم السياسي البريطاني في الخليج العربي من أجل عودة القبيسات إلى أبوظبي، إلا أنهم لم يوافقوا.
وقد عاد القبيسات صلحًا عام 1876م، بفضل حكمة وحنكة الشيخ زايد بن خليفة الأول، لكن الشيخ جاسم بن محمد بن ثاني لم يقبل بهذا الصلح، وادعى أن له دينًا على القبيسات.

## تجديد النزاع
في عام 1885م قام الشيخ جاسم بتجديد النزاع، مدعيا أن الشيخ بطي بن خادم القبيسي كان يتدخل في شؤون العديد الداخلية، وأن له دينا عند الشيخ بطي بن خادم القبيسي، وقد ضمن الشيخ زايد تسديد دينهم إن وجد. وعلى الرغم من أن القبيسات ليس عليها أي دين للشيخ جاسم بن محمد بن ثاني، سرقت بعض قبائل الدوحة ستة جمال، وكان الشيخ زايد قادرا على غزو الدوحة وقبائلها، إلا أنه كان يميل إلى تسوية الخلافات بين إخوانه المسلمين من الإمارات والمقاطعات الأخرى بالسلم، لهذا؛ عندما تدخل اللاجئ البحريني ناصر بن مبارك من أجل تسوية هذه الخلافات وافق الشيخ زايد وعفا عن هذا القبائل، بشرط عدم تكرار خطئهم وطيشهم، ووعد الشيخ زايد أهل الدوحة إن أزعجوه مرة أخرى أن يدمر الدوحة.

## أعمال تخريبية سرًّا
قام جاسم بن محمد بن ثاني بمطالبة الشيخ زايد بن خليفة آل نهيان بتسديد دينهم لأنهم من رعاياه، غير أن الشيخ جاسم بن محمد قام بتصعيد الخلاف بينه وبين الشيخ زايد الأول، وعلى إثر ذلك الخلاف أمر ابنه علي بن جاسم آل ثاني بتجهيز جيشٍ بقيادة علي بن جاسم آل ثاني الملقب بجوعان، فسار برجاله حتى وصل إلى محاضر ليوا في وقتٍ لا يوجد فيه أحد من أهلها، ثم قام جوعان بحرق العرشان والنخيل، وتمكن من حرق وتدمير عشرين محضرًا، كما استولى على قطيع من 400 جمل، ثم عاد إلى الدوحة.

## تدمير الدوحة
علم الشيخ زايد الأول بالحادثة فقام بتجهيز جيشه الذي أرسله إلى الدوحة بقيادة ابنه الشيخ خليفة بن زايد الأول ومعه بنو ياس والمناصير، ويُقال إن عددهم بلغ 250 مقاتلًا، وكان الشيخ خليفة بن زايد الأول راكبًا ناقته (العويا)، ولما اقترب من الدوحة أطلق خطامها، ونادى بأعلى صوته: البيعة البيعة، فاجتمع الرجال من حوله وهجموا على الدوحة، وكان ذلك في عام 14/ 6/ 1888 ميلاديًّا.
ولم يكن الشيخ جاسم بن محمد بن ثاني في الدوحة ساعة الهجوم، وقيل إنه كان في منطقة الظعاين، وقيل إنه كان في زيارة للبحرين، وأنه حُبس هناك، ويقول في ذلك:
ودارت رحى الحرب، والتقى الرجال هناك بالقرب من سوق الدوحة أول النهار، وكان يقود القطريين علي الجوعان، فحصل قتال رهيب بين الطرفين انتهى بمصرع علي بن جاسم بن ثاني على يد الشيخ خليفة بن زايد الأول، ودمّرت قوات أبوظبي الدوحةَ، وحرقت سوقها وقتلت رجالها.